# Cmentarz żydowski w Borku Wielkopolskim
Cmentarz żydowski w Borku Wielkopolskim – kirkut powstał w połowie XIX wieku. Mieścił się w Borku Wielkopolskim przy Lisiej Drodze, w dużej odległości od centrum miasta. W czasie II wojny światowej został zniszczony przez Niemców. Obecnie nie ma śladu po istniejącej nekropolii. Na dawnym kirkucie rosną drzewa. Ocalałe nagrobki zostały umieszczone w Muzeum w Lesznie.